# Ricardo Pinto (futebolista)
Ricardo Pinto (Cachoeiro de Itapemirim, 23 de janeiro de 1965) é um ex-futebolista e treinador de futebol brasileiro, que atuava como goleiro. Jogou em grandes clubes do futebol brasileiro como: Fluminense, Corinthians e Atlético-PR.

## Carreira

### Jogador
Ricardo Pinto começou sua carreira na Desportiva Feroviária em 1982, transferindo-se para o Fluminense Football Club em 1984, ainda como atleta da categoria de juniores, conquistando em 1986 a Copa São Paulo de Juniores.
Ao se profissionalizar conquistou a Taça Rio em 1990 e duas vezes a Taça Guanabara em 1991 e 1993 tendo feito 235 partidas como profissional pelo Fluminense e sofrido 215 gols, uma média de 0,9%, até sair deste clube em 1993.
No Fluminense, onde foi tratado como ídolo durante a maior parte do tempo, saiu desgastado por ter mostrado excesso de felicidade por ter tomado 4 gols de Zico em seu amistoso de despedida do futebol.
Após isso transferiu-se para o Cerro Porteño do Paraguai, sagrando-se campeão nacional naquele país e peregrinou por outros clubes até se transferir para o Clube Atlético Paranaense.
Tornou-se ídolo no Atlético-PR após o título de Campeão Brasileiro da Série B em 1995 e excelentes atuações na série A em 1996. Em um jogo pelo Atlético contra o Fluminense no Estádio de Laranjeiras, acenou debochadamente para a torcida tricolor, que indignada, invadiu o campo e o agrediu covardemente, assim como a outros jogadores do Atlético. Ricardo, principal alvo dos torcedores do Fluminense, foi espancado, tendo que se submeter a uma cirurgia para a retirada de um coágulo no cérebro, e nunca mais atuou em alto nível após este episódio.

### Treinador
Em 2008, tornou-se técnico da equipe Red Bull Brasil, onde ficou até 2009.
Em 2011, assumiu o comando do Paraná, no lugar de Roberto Cavalo, onde ficou até junho do mesmo ano.
No dia 27 de novembro de 2012, Ricardo fechou com Batatais, que disputou a Série A3 do Paulista em 2013.

### Política
Concorreu a vereador de Curitiba nas eleições municipais de 2012 pelo PSC, porém obteve 1303 votos e não se elegeu.

## Títulos

### Jogador
Fluminense
- Copa São Paulo de Juniores: 1986
- Taça Rio: 1990
- Taça Guanabara: 1991, 1993

Cerro Porteño
- Campeonato Paraguaio: 1992

Corinthians
- Copa do Brasil: 1995
- Campeonato Paulista: 1995[8]

Atlético Paranaense
- Campeonato Brasileiro - Série B: 1995

Goiás
- Campeonato Goiano: 1998